# Støvring (Randers)
Støvring is een plaats in de Deense regio Midden-Jutland, gemeente Randers, en telt ca. 200 inwoners (2007).